# Géryonés

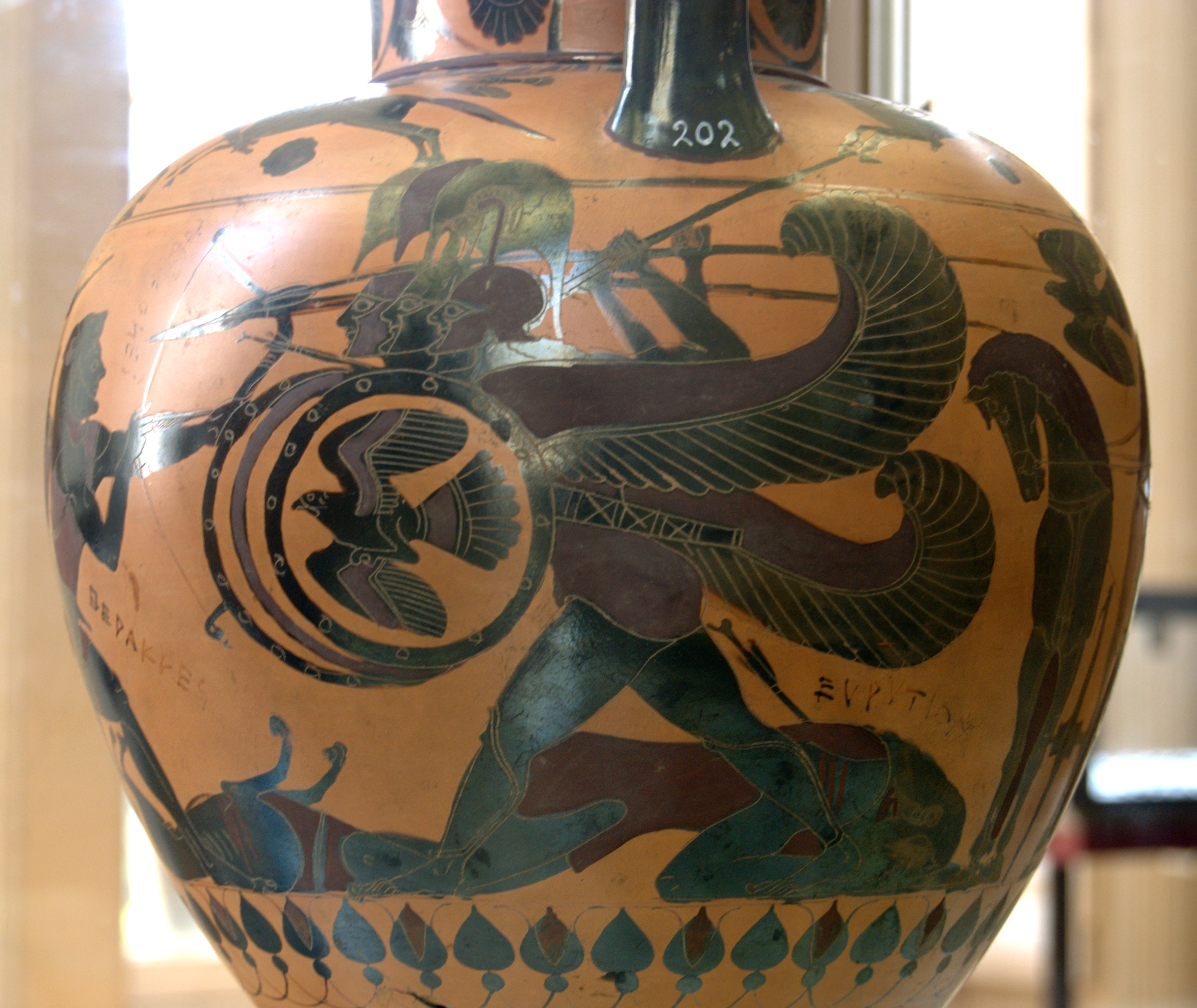
Heraklés bojující s Géryonésem. Na zemi je umírající Orthrus a Eurytion. Amfora z jižní Itálie, cca 540 př. n. l.

Géryonés (latinsky Geryones) je v řecké mytologii jméno nestvůrného obra se třemi těly. Jeho otcem byl netvor Chrýsáór a matkou Kallirhoé, dcera Titána Ókeana.
Tento strašný obr žil daleko na západě na ostrově Erytheia. Měl tam velká stáda nádherného dobytka, která před možnými zloději hlídali dvouhlavý pes Orthos a mohutný obr Eurytión.
Po těchto stádech se dozvěděl král Eurystheus v dalekých Mykénách a dlouho po nich toužil. Když nastal čas, že Héraklés u něj sloužil a plnil pro něj nesplnitelné úkoly, jedním z nich právě byl i tento. Héraklés se vydal na dalekou cestu, došel až k dnešnímu Gibraltaru. S pomocí boha Hélia se přeplavil na ostrov a v boji stáda získal. Zabil při tom všechny tři netvory a stáda přivedl až do Mykén.

## Odraz v umění
Vyobrazení obra Géryona se zachovalo například:
- na attické amfoře je malba zřejmě od Exekia Héraklés bojuje s Géryonem (ze 6. stol. př. n. l.)
- na metopě v Diově chrámu v Olympii je obraz Héraklův zápas s Géryonem (5. stol. př. n. l., jeho fragment je dnes v pařížském Louvru)